# Paryania
En el marco de la cultura védica (principios del III milenio a. C.), Paryania era el dios de la lluvia.
En la posterior Cultura hinduista (fines del I milenio a. C.) fue absorbido (sustituido) por el dios Indra.
- parjanya, en el sistema AITS (alfabeto internacional para la transliteración del sánscrito).
- पर्जन्य, en escritura devanagari del sánscrito.
- Pronunciación: /parshánia/.[1]
- Etimología: posiblemente proviene de la raíz prich o prish [prij en AIST], que significa ‘llenar, saciar, satisfacer’, ‘dar copiosamente, otorgar ricamente’, ‘incrementar, aumentar’ o ‘alimento, nutrición’.[1]

## Significado del nombre
De acuerdo con el diccionario sánscrito-inglés (1965) de Shri Vaman Shivram Apte, paryania significa:
- Nube de lluvia, nube con relámpagos, una nube en general.
- La lluvia (como se hace referencia en el sloka [versículo] 14 del capítulo 3 del Bhagavad-guitá).
- El deva (dios) de la lluvia (en general, Indra).

## Menciones en los «Vedas»
Los himnos 5.63 y 7.101 del Rig-veda (el texto más antiguo de la India, de mediados del II milenio a. C.) se dedican a Paryania como alguien distinto que Indra (que en esa época era el jefe de los dioses). En sánscrito védico, paryania significa ‘lluvia’ o ‘nubes de lluvia’.
En el Átharva-veda (el cuarto y último de los Vedas, de principios del I milenio a. C.) se mencionan oraciones dedicadas a Paryania, para invocar la bendición de las lluvias.

### Himnos del «Rig-veda» dedicados a Paryania
Texto del Rig-veda (5.63) según la traducción de Ralph T.H. Griffith.

### «Rig-veda» 5.63
1a) áchaa vada tavásam guirbjir abjí stují paryániam námasa vivasa

1c) kánikradad vrishabjó yīrádanu reto dadjati óshadjīshu gárbjam
Canten estas canciones de bienvenida al Poderoso, alaben y llamen el nombre de Paryania.
El Toro, rugiendo fuerte, es rápido para enviar su semen y establecer las semillas para la germinación.
2a) vi vrikshan janti utá janti raksháso víshuam bibjaia bjúvanam maja-avadjat

2c) utanaga īshate vŕshniavato iát paryánia stanáian jánti dushkŕtaj
Él voltea los árboles, mata a los demonios: todas los seres le temen a él, que blande la poderosa arma.
De él huyen los más fuertes ante los inocentes, cuando el atronador Paryania hiere a los malvados.
3a) ratjiva káshaiashuam abjikshipánn avir dutan krinute varshiaaam ája

3c) durat simjásia stanátja úd īrate iát paryániaj krinuté varshiam nábjaj
Al igual que el conductor de un carro azota a sus caballos, él hace que los mensajeros de la primavera anuncien la lluvia.
A lo lejos resuena el rugir del león, a qué hora Paryania llenará el cielo con las nubes de lluvia.
4a) prá vata vanti patáianti vidiúta úd óshadjir jíjate pínuate suaj

4c) íra víshuasmai bjúvanaia jaiate iát parjániaj pritjivim rétasavati
Envía ráfagas de viento, caen los relámpagos: las plantas son arrancadas, la luz invade todo el ámbito.
Manantiales de comida para todos los seres vivos, a qué hora Paryania vivificará la tierra con humedad.
5a) iasia vraté pritjiví nannamiti iasia vraté shapjávaj járbjuriti

5c) iasia vratá óshadjir vishuárupaj sa naj parjania maji sharma iachja
Tú, ante cuya presencia la tierra se inclina, a cuyo mando el ganado con pezuñas corre aterrorizado,
a cuya orden las plantas asumen todos los colores, incluso Paryania tú, nos brindas una gran protección.
6a) divó no vrishṭím maruto raridjuam pra pinuata vŕshno áshuasia djaraj

6c) aruaṅ etena stanaiitnúnéji apó nishiñchánn ásuraj pita naj
Envíanos la lluvia del cielo, oh Marut, y deja que tus chorros de semental caigan a raudales.
Ven aquí con tu rayo mientras haces llover, nuestro señor y padre celestial.
7a abjí kranda stanaia garbjam a dja udanuáta pári diia rátjena

7c dŕtim sú karsha víshitam niañcham sama bjavantuduáto nipadaj
Rayos y truenos: el germen de la vida. Vuela a nuestro alrededor en tu carro de agua.
Deja abierto tu odre hacia abajo, y nivela los huecos y las alturas al mismo nivel.
8a) majantam kósham ud acha ní shiñcha siándantam kulia víshitaj purástat

8c) gjritena dia-avapritjivi vi undji suprapanám bjavatu agjnia-abjiaj
Levanta el poderoso buque, derrama tu agua, y deja que las corrientes desatadas corran libremente.
Satura la tierra y el cielo con la gordura, y haz que las vacas tengan bebida abundante.

9a) iát parjania kánikradat stanáian jámsi dushkŕtaj

9c) prátidám víshuam modate iát kím cha pritjivia-am ádji
Cuando tú, con truenos y con rugidos, Paryania, demueles a los pecadores,
este universo se regocija en sí mismo, sí, todo lo que está sobre la tierra.
10a) ávarshir varshám úd u shû gribjaia-akar djánuani átietavaa u

10c) ájijana óshadjir bjójanaia kám utá prajabjio ’vido manisham
Tú que has derramado la lluvia, detén ahora las inundaciones. Tú hiciste los lugares desiertos aptos para viajar.
Tú has hecho crecer las hierbas para nuestro disfrute: sí, te has ganado las alabanzas de las criaturas vivientes.

### «Rig-veda» 7.102
Canten y alaben a Paryania, hijo del Cielo, que envía el don de la lluvia. Que nos provea de pasturas. Paryania es el Dios que crea las vacas, las yeguas, las plantas de la Tierra, y las mujeres, el germen de la vida. Ofrezcan y viertan en su boca una ofrenda rica en sabroso jugo de soma: que siempre nos dé comida’ (Rig-veda: «Himno a Paryania»).

## Menciones en otras escrituras hinduistas
En el Jari-vamsa (hacia el siglo II a. C.), Paryania no era un dios sino un gandharva (músico celestial) y un rishi (sabio meditador).
Siglos después, en el Visnú-purana (siglo III d. C.), Paryania se había convertido en el guardián del mes de kártika,
y en uno de los Saptarishi (Siete Sabios) del quinto manu-antara (eón de un dios Manu),
En la literatura puránica[cita requerida] se convirtió en uno de los doce Aditiás (hijos de Aditi).

### Referencia en el «Bhagavad-guitá»
annad bhavanti bhutaní
paryaniad anna sambhaváj
iagñád bhavati paryanió
iagñáj karma samudbhaváj
‘Los seres vivos son creados por los alimentos, y estos se crean por Paryania (la lluvia). Paryania es creado por los sacrificios rituales y estos se realizan por karma’ (Bhagavad-guitá, 3.14).

## Cognados en idiomas indoeuropeos
El nombre se puede emparentar con el lituano Perkunas, dios del trueno, con el gótico fairguni (‘montaña’) y con el mordvino Pur'ginepaz (ver Perkwunos).